# Filippo Zaccanti
Filippo Zaccanti (Seriate, 12 settembre 1995) è un ex ciclista su strada italiano, professionista dal 2018 al 2021.

## Palmarès
- 2014 (Team Colpack)

Ciriè-Pian della Mussa
- 2016 (Team Colpack)

Gran Premio Città di Vinci
Coppa Bologna
Trofeo MP Filtri
Trofeo Rigoberto Lamonica
- 2017 (Team Colpack)

Schio-Ossario del Pasubio
Trofeo MP Filtri
- 2019 (Nippo-Vini Fantini, tre vittorie)

Classifica generale Tour de Korea
1ª tappa Tour de Hokkaido (Asahikawa > Shintoku)
Classifica generale Tour de Hokkaido

### Altri successi
- 2019 (Nippo-Vini Fantini)

Classifica scalatori Tour of Japan

## Piazzamenti

### Classiche monumento
- Giro di Lombardia

2018: ritirato